# 陸軍中野學校
陸軍中野學校（設校時間1938年-1945年），原名後方勤務要員養成所，是一所大日本帝國陸軍的訓練機構，以情報工作與防諜、宣傳、謀略等秘密作戰相關事務為訓練教育目標。該校命名緣由之一為其校址位在東京都中野區4丁目附近。偽裝用通稱號東部第33部隊，簡稱大陸挺進隊、中野聯隊。

## 沿革
前身是昭和13年(1938年)作為情報學校開校的「後方勤務要員養成所」，这座被日本老兵称作“007老窝”的日本间谍学校当时在东京的中野区，當時校址秘密設於東京九段(地名)愛國婦女會的別棟館舍內，直屬陸軍大臣管轄。校門招牌掛稱「陸軍省通信研究所」偽飾，在軍部內以秘匿名稱「軍事調查部」或「東部第33部隊」來稱呼，禁止用真實校名。教職員及學生不得著軍服、放棄個人真名使用假名。
昭和15年(1940年)改組為「陸軍中野學校」，校地遷移至東京中野車站前，仍屬陸軍大臣管轄。
昭和17年(1942年)轉由參謀本部管轄。隨著第二次世界大戰末期美軍大舉空襲日本，中野學校也疏散至群馬縣富岡町。
中野學校一開始是諜報特工技術學校，太平洋戰爭爆發後，為因應戰況需要，昭和19年(1944年)在靜岡縣盤田郡設置二俁分校，傳授游擊戰技術，因此逐漸轉型為滲透敵後偽裝特工游擊戰學校。二次大戰結束後，據信有不少中野學校畢業學員在二次大戰後，投入了東南亞國家的獨立戰爭。
在1945年日本投降後，於菲律賓叢林中，因未收到投降命令而持續游擊近三十年的陸軍少尉小野田寬郎也是中野學校畢業特工小隊長。
二戰結束後，校地轉移為警察大學校等警察學校使用，近來警察學校遷移他處，校址目前荒置。

## 歷代校長
- 北島卓美 少將（1940年8月1日 -）
- （兼）田中隆吉 少將（1941年6月28日 -）
- 川俣雄人 少將（1941年10月15日 -）
- 山本敏 少將（1945年3月9日 - 閉校）

## 教官
武術教官
- 藤田西湖(藤田西湖)

## 著名校友
- 小野田寬郎

## 翻拍電影
『陸軍中野學校系列』全五集，大映電影公司製作，市川雷藏主演。
- 陸軍中野學校（1966年）
- 陸軍中野學校 雲一號指令（1966年）
- 陸軍中野學校 龍三號指令（1967年）
- 陸軍中野學校 密命（1967年）
- 陸軍中野學校 開戰前夜（1968年）

## 外部連結
- 陸軍中野学校-NAVERまとめ （页面存档备份，存于）